# Oligia fractilinea
Oligia fractilinea là một loài bướm đêm trong họ Noctuidae.